# Jelínka
Jelínka (505 m n. m., německy Jellinka Berg) je vrch v okrese Liberec Libereckého kraje, ležící asi 1,5 km severozápadně od obce Všelibice, převážně na příslušném katastrálním území, částečně i na území blízké vesnice Hrubý Lesnov a obce Cetenov.

## Popis vrchu

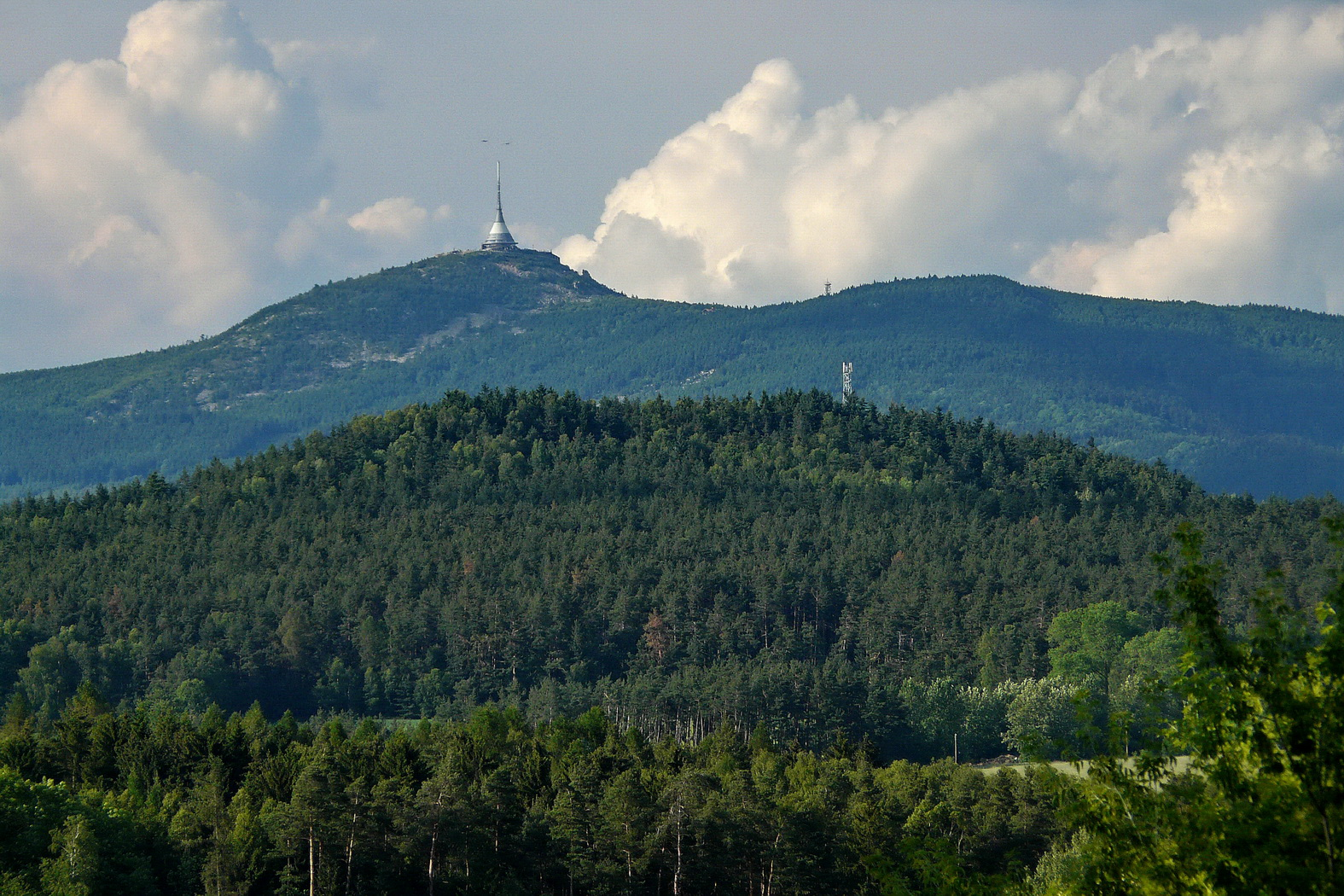
Jelínka a Ještěd z Hlavice

Na vrcholu stojí telekomunikační vysílač. Vrchol a jeho nejbližší okolí je díky hustému zalesnění bez výhledu. Pod hranicí lesa jsou na severu výhledy na Ještěd, na východě do údolí Malé Mohelky, která pramení poblíž Všelibic, a na jihu na Ralskou pahorkatinu.
Jelínka je součástí magmatického žilného systému v Kotelské vrchovině, kde paralelně vedle sebe probíhá několik žil ve směru SV–JZ. Na nesouvislé žíle s Jelínkou je kromě bezejmenných vrcholů v bezprostředním okolí i severněji ležící vrch Pelousek. Východně vede souvislejší Malá Čertova zeď a především západně známá Velká Čertova zeď.

## Geomorfologické zařazení
Vrch náleží do celku Ralská pahorkatina, podcelku Zákupská pahorkatina, okrsku Kotelská vrchovina, podokrsku Všelibická vrchovina a Modlibohovské části.

## Přístup
Po západním svahu kopce prochází modrá turistická trasa od/k NPP Čertova zeď (vzdálena 2 km severně), ale kopec je protkaný sítí i dalších cest. Automobil je možno zanechat v několika okolních vesnicích.